# Monte Osa
El monte Osa (nombre actual Kissavos, griego Κίσσαβος) es un monte situado en Grecia, en la región de Larisa (Tesalia), en la costa de Magnesia, entre el Pelión y el monte Olimpo, del que está separado por el valle del Tempe.
En la mitología griega los gigantes Oto y Efialtes intentaron escalar el Olimpo y para hacerlo, pusieron, uno sobre otro, el Pelión y el Osa.
En este monte estaba el lugar de culto y veneración del dios Feme de la mitología romana.

Ubicación de algunos montes que aparecen como escenario de mitos griegos o como lugares de culto. El monte Osa se ubica cerca de la costa oriental de Grecia, al norte del Pelión.

También la escaló Alejandro Magno.